# 馬齢
馬齢（ばれい）とは馬の年齢のことである。
北半球では原則として、生まれた時が0歳で、以後1月1日が来ると同じ年に生まれた馬は一斉に1歳加齢する。南半球の南アメリカ諸国では7月1日、オセアニア・南アフリカ共和国では8月1日、さらに香港では各馬の出生国での規則に基づく等、国や地域により加齢時期が異なる。また日本では2000年までは表記がこれよりも1歳上となっていた（後述）。
なお馬は春に繁殖期を迎え、約11か月の妊娠を経て出産するため、ほとんどの馬が春先に誕生することになる。
競馬や馬術などの競技においては、もし満年齢表記を使用した場合、出産シーズンに開催される年齢条件のあるレースでは実年齢が一歳近く離れた馬でも同条件で走ることになりかねないため、このような馬齢の表記方法を設定することに合理性がある。
なお、馬が競走馬だけでなく農耕馬や軍馬など広く使われ生活の中で身近な頃は、売買等に際して「馬齢」という言葉は一般的で、慣用句としての「馬齢を重ねる」に今なお残るように馴染があった。

## 概要
生まれたばかりの馬を0歳とし、上記の通り所定の日に馬齢が加算され、1歳、2歳、…というように表記する。なお日本では2000年まで、生まれた時点を1歳、次に1月1日を迎えた時点で2歳とし、以後1年ずつずれていた（「日本における馬齢表記」節を参照）。この所定の日に馬齢が加算されるシステムのため、例えば日本の場合、前年の12月に生まれた馬と翌年の1月に生まれた馬とでは、時期が近いにもかかわらず馬齢が1歳違うことになる。
日本語では、生まれた年（馬齢が0歳=2000年までの表記では1歳）の馬を特に「当歳（とうさい、とうざい）」とよぶ。また、生まれたての仔馬を「とねっこ」と呼ぶこともある。
4歳以上の馬を総称して「古馬（こば、ふるうま）」と表現する。明け4歳が人間で言う20歳前後の年齢に相当することから、転じて「おとな馬」と呼ぶこともある。なお、ばんえい競走においては5歳以上を古馬とする扱いも見られる。

## 馬齢の名称
英語圏ではウマの呼称が性別や年齢によって異なり、馬事文化が確立していることをうかがい知ることができる。
- 0歳馬
  - フォール（foal） - 1歳未満の仔馬、母胎にいる時点でも使われる
  - サックリング（suckling） - 離乳前の仔馬
  - ウィリング（weanling） - 離乳後の仔馬
- 1歳馬
  - イヤリング（yearling） - 日本馬（外国産）でもイヤリングセールで購入されることがあるので日本馬の記事でもたまに用いられる
- 牡馬の場合
  - コルト（colt） - 2 - 4歳
  - ホース（horse） - 5歳以上
  - スタリオン（stallion） - 種馬となった牡馬（種牡馬）
  - サイアー（sire） - 父馬
- 牝馬の場合
  - フィリー（filly） - 2 - 4歳
  - メア（mare） - 5歳以上
  - ブルードメア（broodmare） - 肌馬となった牝馬（繁殖牝馬）
  - ダム（dam） - 母馬
- 騸馬（去勢馬）の場合
  - ゲルディング（gelding）

この他にも、「仔馬」の意味で2歳馬をジュヴェナイル（juvenile）と呼ぶことがある。

## 馬術競技における馬齢制限
競馬と違い、馬術競技においては古馬未満の若駒が国際大会に参加することはない。国際馬術連盟（FEI）の規程によりオリンピック大会およびFEI世界選手権大会における馬場馬術および総合馬術の馬齢制限は8歳以上、障害飛越競技では9歳以上とされる。その他の競技会についても、FEIの各種馬術競技規程では馬車競技のごく一部を除き5歳以下の馬には参加資格が与えられていない。
また馬齢の基準日は北半球では1月1日、南半球では8月1日としている。
ただし、日本馬術連盟は日本国内における馬場馬術競技会においてはFEIの馬齢制限を適用しない旨を表明している。

## 日本における馬齢表記
日本では、2000年まで馬が生まれた時点で1歳としていた。一方国際的には「0yo」（yoはyears oldの略）「1yo」「2yo」と表記するのが通例で、日本国内の表記と国際的な年齢表記と1歳ずれていた。このため1990年代から競走馬や種馬の国際的な取引が活発になると国内外での年齢表記の違いによる混乱を避けるため、2001年より国際的な表記に改めることになった。2000年以前の競馬の資料等を読む場合もこの点を留意する必要がある（例えば「1984年の4歳時に日本ダービーを制した」と書いてあっても現在の3歳のことを示している、など）。
なおこの変更により、テイエムオーシャンが「JRA賞最優秀3歳牝馬」を2000年と2001年の2度受賞するという出来事も起きている（なお2000年に受賞したのは、2001年以降の「JRA賞最優秀2歳牝馬」に相当する賞である）。

### 馬齢が含まれた競走名の変更
競走名に馬齢が含まれていたものについても、2001年からの馬齢表記変更に沿う形で改められた。主なものは以下のとおり。
馬齢表記を伴わない名称に変更
- 朝日杯3歳ステークス → 朝日杯フューチュリティステークス（フューチュリティは未来・将来の意）
- 阪神3歳牝馬ステークス → 阪神ジュベナイルフィリーズ（ジュベナイルは仔馬、フィリーは牝馬）
- 報知杯4歳牝馬特別 → 報知杯フィリーズレビュー
- サンケイスポーツ賞4歳牝馬特別 → サンケイスポーツ賞フローラステークス
- 中日スポーツ賞4歳ステークス → 中日スポーツ賞ファルコンステークス
- 共同通信杯4歳ステークス → 共同通信杯
- ニュージーランドトロフィー4歳ステークス → ニュージーランドトロフィー
- （荒尾）サラブレッド系3歳優駿 → 九州ジュニアグランプリ（競馬場廃止に伴い廃止）

馬齢表記を新表記に変更した競走
- 函館3歳ステークス → 函館2歳ステークス
- 新潟3歳ステークス → 新潟2歳ステークス
- 小倉3歳ステークス → 小倉2歳ステークス（2024年に廃止）
- 福島3歳ステークス → 福島2歳ステークス
- 札幌3歳ステークス → 札幌2歳ステークス
- 京都3歳ステークス → 京都2歳ステークス（2014年に重賞へ昇格）
- 中京3歳ステークス → 中京2歳ステークス（2025年に重賞へ昇格）
- デイリー杯3歳ステークス → デイリー杯2歳ステークス
- 京王杯3歳ステークス → 京王杯2歳ステークス
- 東京スポーツ杯3歳ステークス → 東京スポーツ杯2歳ステークス
- ラジオたんぱ杯3歳ステークス → ラジオたんぱ杯2歳ステークス（2006年から「ラジオNIKKEI杯2歳ステークス」に、2014年から「ホープフルステークス」に改称）
- 全日本3歳優駿 → 全日本2歳優駿
- 北海道3歳優駿 → 北海道2歳優駿（2020年より「JBC2歳優駿」に改称）
- 東京3歳優駿牝馬 → 東京2歳優駿牝馬

また、馬齢表記を伴っていた競走のうち2000年以前に名称を変更、または廃止された競走のうち主なものを以下に記す。
- 京都農林省賞典四歳呼馬 → 農林省賞典四歳 → 菊花賞（1948年に改称）
- 横浜農林省賞典四歳呼馬 → 農商省賞典四歳 → 皐月賞（1949年に改称）
- 中山四歳牝馬特別 → 桜花賞 （1947年に改称）
- テレビ東京賞3歳牝馬ステークス → フェアリーステークス（1994年にスポンサーの変動により改称）
- 京成杯3歳ステークス → 京王杯3歳ステークス（現在は京王杯2歳ステークス。京王電鉄の駅に近い東京競馬場で行われているため、1998年に改称）
- 京都4歳特別（1999年に廃止。2000年より事実上、「京都新聞杯」に改称）
- 府中3歳ステークス → 東京スポーツ杯3歳ステークス（現在は「東京スポーツ杯2歳ステークス」）
- 中山4歳ステークス → 日本短波賞 中山4歳ステークス（1961年から「日本短波賞」、1979年から「ラジオたんぱ賞」、2006年からラジオNIKKEI賞に改称）
- 京都4歳ステークス（1955年のみで廃止）
- 3歳牝馬ステークス（同名の競走が東西に1つずつあり、1984年に関東は「テレビ東京賞3歳牝馬ステークス」、関西は「ラジオたんぱ杯3歳ステークス」となった）